# Fåbergs kommun
Fåbergs kommun (norska: Fåberg kommune) var en kommun i Oppland fylke i östra Norge. Kommunen omfattade större delen av den nuvarande kommunen Lillehammers yta. Den dåvarande stadskommunen Lillehammer var då helt och hållet omsluten av kommunen och utgjorde därför en enklav inom denna. Centralort i kommunen var tätorten Fåberg, belägen cirka sju kilometer norr om staden Lillehammer.

## Administrativ historik
Fåbergs kommun upprättades den 1 januari 1838 (som Faaberg formannskapsdistrikt) när Formannskapslovene från 1837 trädde i kraft.
Den 1 januari 1906 överfördes ett bebott område (med 140 invånare) från Fåbergs kommun till Lillehammers kommun.
Den 1 januari 1964 gick den återstående delen av Fåbergs kommun upp i Lillehammers kommun. Kommunens hade då 13 381 invånare, vilket var mer än dubbelt så mycket som Lillehammer hade innan sammanslagningen (5 905 invånare) och motsvarade nästan 70 procent av den totala befolkningen efteråt (19 286).